# Robert Luketic
Robert Luketic (Sydney, 1º novembre 1973) è un regista australiano, di origini croate e Italiane.

## Biografia
Figlio di padre croato e madre italiana, è nato e cresciuto a Sydney. Ha studiato al Victorian College of Arts. Debutta alla regia con il cortometraggio Titsiana Booberini, presentato in vari festival australiani ed internazionali come il Sundance Film Festival, grazie a questo viene notato da Hollywood che gli affida la regia della commedia La rivincita delle bionde, che si rivelerà uno dei maggiori successi al botteghino del 2001.
Negli anni seguenti è rimasto nel genere commedia dirigendo le pellicole Appuntamento da sogno! e Quel mostro di suocera. Dopo aver accantonato vari progetti tra cui un adattamento cinematografico della serie tv Dallas, per il 2008 dirige 21, tratto dal romanzo di Ben Mezrich.
Luketic vive a Los Angeles.

## Filmografia
- Titsiana Booberini (1997) - Cortometraggio
- La rivincita delle bionde (Legally Blonde) (2001)
- Appuntamento da sogno! (Win a Date with Tad Hamilton!) (2004)
- Quel mostro di suocera (Monster-in-Law) (2005)
- 21 (2008)
- La dura verità (The Ugly Truth) (2009)
- Killers (2010)
- Il potere dei soldi (Paranoia) (2013)
- The Wedding Year (2019)